# Zyklon Tracy
Tracy war ein Zyklon, der die australische Stadt Darwin am 24. und 25. Dezember 1974 verwüstete. Nachdem sich Tracy in der Arafurasee gebildet hatte, zog der Sturm südwärts und traf die Stadt mit einer Intensität, die zumindest der Stufe 4 der tropischen Zyklonskala entspricht. Es existieren jedoch Indizien, die darauf hinweisen, dass Tracy nach Landung auf festem Boden die Stufe 5 – die höchste Stufe der Skala – erreichte.
Dem Sturm fielen 71 Menschen und über 70 Prozent der Gebäude von Darwin zum Opfer. Etwa 20.000 der zu diesem Zeitpunkt 48.000 Einwohner der Stadt wurden obdachlos. Der überwiegende Teil der Bewohner wurde nach Adelaide, Whyalla, Alice Springs und Sydney gebracht, viele kehrten nicht nach Darwin zurück. Nach dem Sturm wurde die Stadt mit modernen Baumaterialien und Technologien neu aufgebaut. Bruce Stannard beschrieb Tracy in der australischen Tageszeitung The Age als „disaster of the first magnitude…without parallel in Australia’s history“. (Deutsch: „Katastrophe größten Ausmaßes…ohne Parallele in der Geschichte Australiens.“)

## Verlauf des Sturms

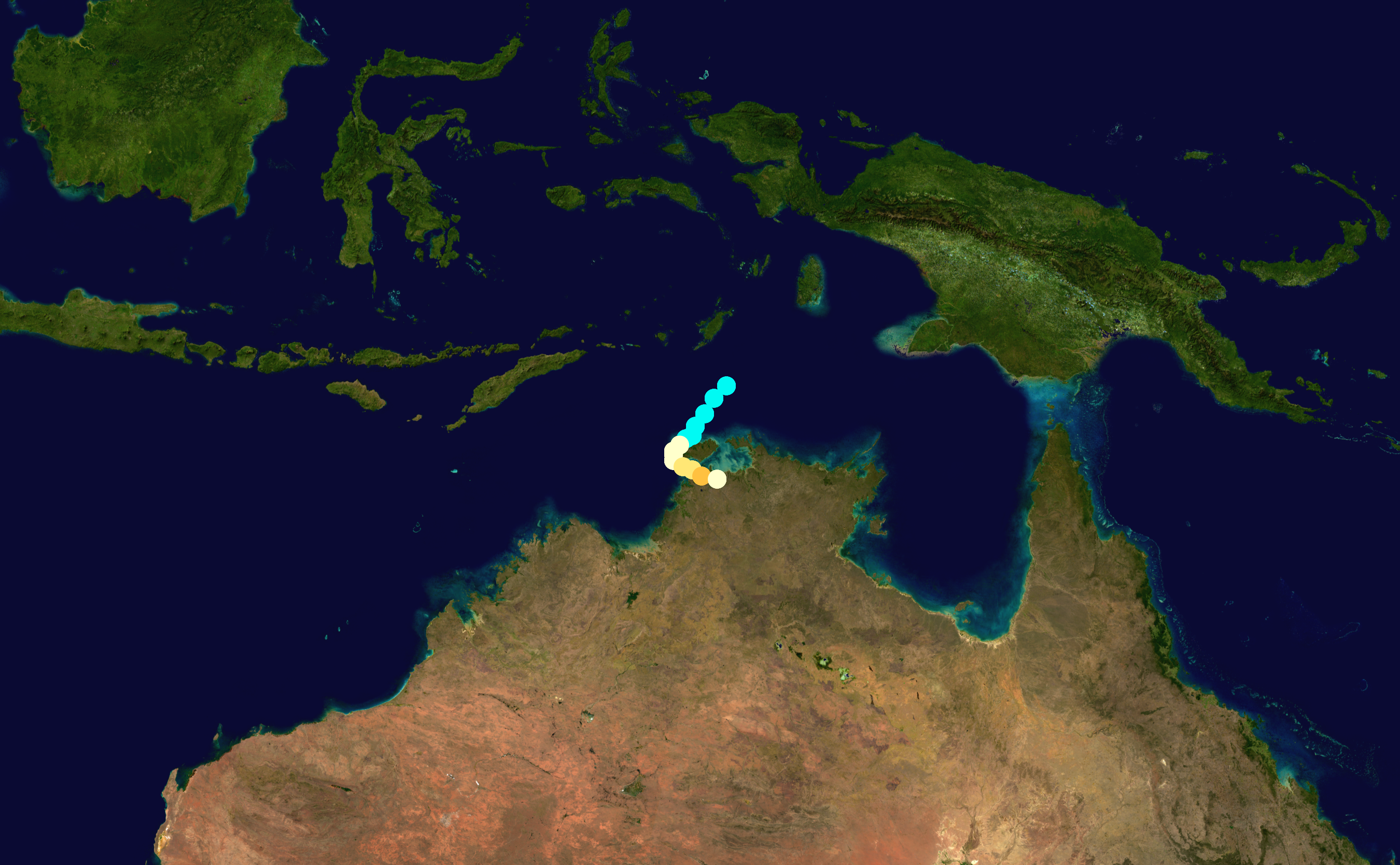
Zugbahn des Sturms

Am 20. Dezember 1974 verzeichnete der amerikanische Erdbeobachtungssatellit ESSA-8 eine große Wolkenmasse, deren Zentrum sich in der Arafurasee etwa 370 Kilometer nordöstlich von Darwin befand. Ray Wilkie, Direktor des Wetteramts in Darwin, und Geoff Crane, der dienstälteste Meteorologe, verfolgten diese Störung weiter. Am 21. Dezember zeigte ESSA-8 Anzeichen, dass sich bei 8° südlicher Breite und 135° östlicher Länge ein neues, kreisförmiges Zentrum bildete. Der zu dieser Zeit diensthabende Geoff Crane erließ hierauf eine erste Sturmwarnung, die den Sturm als tropisches Tief beschrieb, das sich zu einem Zyklon ausweiten könne.
Am gleichen Abend im meteorologischen Amt eintreffende Infrarotbilder des amerikanischen Wettersatelliten NOAA-4 zeigten eine weitere Ausweitung des Tiefdruckgebiets und eine Rotation der Wolken.

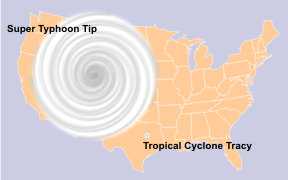
Die Größen der Vereinigten Staaten, des Zyklons Tracy und des Taifuns Tip im Vergleich

Offiziell wurde der Sturm um etwa 22 Uhr Ortszeit des 21. Dezembers als tropischer Zyklon eingestuft, als er sich etwa 200 Kilometer nordnordöstlich des Cape Don und somit etwa 700 Kilometer nordöstlich von Darwin befand. Während der nächsten Tage bewegte sich „Tracy“ in südwestliche Richtung und zog am 22. Dezember nördlich von Darwin vorbei. Eine Rundfunkmeldung von ABC Radio konstatierte an diesem Tag, dass keine unmittelbare Gefahr für Darwin bestehe. „Tracy“ umrundete jedoch am frühen Morgen des 24. Dezembers das Cape Fourcroy (die westliche Spitze von Bathurst Island) und bewegte sich in südöstlicher Richtung direkt auf Darwin zu.
Am späten Nachmittag überdeckten tiefhängende Wolken die Stadt und ließen starke Regenfälle auf diese niedergehen. Die begleitenden Windböen nahmen kontinuierlich an Stärke zu, so dass ernsthafte Schäden zwischen 22 und 24 Uhr den Bewohnern deutlich aufzeigten, dass der Zyklon die Stadt nicht erneut verschonen würde. Nach Mitternacht überquerte „Tracy“ Darwin, wobei das Auge des Zyklons auf dem Flughafen und dem nördlichen Stadtrand lag. Windmesser in Darwin verzeichneten Windgeschwindigkeiten bis zu 217 km/h, bevor sie fortgerissen wurden. Nach inoffiziellen Schätzungen haben die Geschwindigkeiten bis zu 300 km/h erreicht. Windböen und wolkenbruchartige Regenfälle setzten sich bis zum Morgengrauen fort. Die Orkanböen erstreckten sich hierbei bis in Entfernungen bis zu 48 Kilometer vom Zentrum des Sturms, was „Tracy“ zum kompaktesten der verzeichneten tropischen Zyklone machte.

## Präventive Maßnahmen
Darwin wurde bereits im Januar 1897 und erneut im März 1937 schwer durch Zyklone beschädigt, so dass die Bauvorschriften eine grundsätzliche Sicherung gegen Zyklone vorsahen. Nach zwanzig Jahren schneller Expansion in der Zeit vor Tracy, zu deren Ende gemäß einer Schätzung von E. P. Milliken etwa 48.000 Menschen in 12.000 Wohnungen der Stadt lebten, konnten jedoch viele Gebäude der Kraft eines Zyklons nicht widerstehen. Milliken nimmt an, dass sich zum Zeitpunkt der Katastrophe nur etwa 43.500 Menschen tatsächlich in der Stadt befanden.
Am Tag des Zyklons nahmen die meisten Bewohner Darwins irrtümlich an, Tracy würde keinen ernstzunehmenden Schaden an der Stadt anrichten, sondern ähnlich dem früher im Dezember angekündigten Zyklon Selma in nördliche Richtung abziehen. Der Journalist Bill Bunbury befragte einige Zeit nach dem Sturm die Einwohner und fasste die Erfahrungen der Überlebenden in seinem Buch Cyclone Tracy, picking up the pieces zusammen. Es zeigte sich, dass viele Einwohner die Sturmwarnung kaum ernst genommen hatten und von Tracy überrascht worden waren.

## Auswirkungen
Tracy tötete 71 Menschen – 49 an Land und 22 auf See – und zerstörte große Teile der Stadt. Ursprünglich wurde von 65 Todesopfern ausgegangen, diese Zahl jedoch im März 2005 nach oben korrigiert.
Aufgrund der zerstörten Infrastruktur, der abgeschiedenen Lage Darwins und der Tatsache, dass Presseorgane aufgrund der Weihnachtstage, wenn überhaupt, nur spärlich besetzt waren, war vielen Australiern bis zum späten Nachmittag nichts vom Zyklon Tracy bekannt.
Die erste Notmeldung kam von einem Führungsgremium hochrangiger Beamter und Polizisten, die aussagten, Darwin würde einstweilen nicht länger als Stadt existieren. Der australische Premierminister Gough Whitlam befand sich zu dieser Zeit in Syrakus auf Sizilien, flog jedoch unmittelbar nach Kenntnisnahme der Katastrophe nach Darwin. Die Regierung begann mit einer Massenevakuierung der Betroffenen über Straßen- und Lufttransport. Das Personal der australischen Streitkräfte wurde aus dem Urlaub zurückgerufen und die gesamte Flotte der Royal-Australian-Air-Force-Transportflugzeuge zur Evakuierung von betroffenen Zivilisten und zur Versorgung eingesetzt.

### Versorgungsengpässe
Bereits beim Abzug des Sturms befand sich Darwin in einer medizinischen Krise. Am Weihnachtstag wurden weit über 500 Patienten im Krankenhaus von Darwin behandelt, von denen 112 stationärer Behandlung bedurften. Beide Operationssäle waren ausgelastet. Die ersten Opfer trafen nicht vor 7 Uhr morgens ein, da die Straßen blockiert und die Windböen noch immer zu stark waren. Die Operationen wurden bis 1 Uhr am darauffolgenden 26. Dezember fortgesetzt. Die lokalen Operationsteams erhielten hierbei erst am späten Abend des Tages Verstärkung durch ein chirurgisches Team aus Canberra. Verletzte, die nicht binnen zwei Wochen wieder arbeitsfähig sein würden, wurden ausgeflogen.
Tracy zerstörte sämtliche offiziellen Kommunikationswege, wie etwa die Funkantennen der Station des Australian Coastal Radio Service. Dem Funkamateur Bob Hooper gelang es als einem der ersten, mittels seiner privaten Funkausrüstung Verbindung herzustellen. Andere Funker konnten Nachrichten nach Perth, Melbourne und Townsville versenden. Kurz darauf nutzten die Funker die Funkanlagen des im Hafen liegenden Schiffs MV NYANDA und wickelten die nächsten fünf Tage jegliche Kommunikation über dessen CW-Funk ab.
Die in Darwin verbliebene Bevölkerung sah sich indessen einer neuen Bedrohung durch Krankheiten ausgesetzt. Etwa 20.000 Obdachlose waren in Notunterkünften und Notfallzentren untergebracht, Strom-, Wasser- und sanitäre Versorgung waren nicht gegeben. Freiwillige aus dem gesamten Land unterstützten die Notfallmaßnahmen. Latrinengräben wurden ausgehoben, Wasservorräte über Tanker eingeschifft und Programme zur Herdenimmunisierung eingeleitet. Die Armee hatte die Aufgabe, verdorbene Inhalte aus Kühlschränken und Tiefkühltruhen zu beseitigen, was innerhalb einer Woche vollendet war. Die Stadt selbst wurde mit Malathion eingesprüht, um die Ausbreitung von Moskitos und anderen Schädlingen zu unterbinden.
Bereits am Weihnachtstag wurden erste Maßnahmen zum Wiederaufbau eingeleitet, indem lokales Personal des Commonwealth Department of Housing and Construction damit begann, Trümmer zu beseitigen und die Elektrizitätsversorgung wiederherzustellen. Zudem wurden im Laufe dieser Maßnahmen beschädigte Hydranten versiegelt und mittels Pumpen die Wasser- und Abwassersysteme der Stadt wieder in Gang gebracht.

### Evakuierung
Der Direktor des nationalen Katastrophenschutzes, Generalmajor Alan Stretton, und der Minister des Northern Territory, Rex Patterson, landeten am Abend des Weihnachtstages auf dem Flughafen von Darwin und übernahmen die Leitung der Hilfsmaßnahmen. Nach Einschätzung der Situation schloss Stretton, dass eine Reduzierung der betroffenen Bevölkerung auf eine „sichere“ Anzahl von 10.500 notwendig sei. Diese Einschätzung basierte auf dem Rat von Dr. Charles Gurd, dem für das nördliche Territorium zuständigen Gesundheitsdirektor. In den ersten zwei Tagen verließen etwa 10.000 Menschen Darwin, jedoch verlangsamte sich die Evakuierung hiernach. Die Regierung bot Betroffenen daraufhin eine volle Entschädigung für evakuierungsbedingte Kosten. Nach Berichten der Zeitung The Age beschränkten Kommunikationsprobleme auf dem Flughafen Darwins am 28. Dezember die Landungen auf ein Flugzeug pro 90 Minuten. An größeren Flughäfen wurden die Evakuierten von Arbeitern der Heilsarmee und des Roten Kreuzes in Empfang genommen. Das Rote Kreuz war auch verantwortlich dafür, dass Namen und temporäre Unterkünfte der Flüchtlinge verzeichnet wurden. Einige Kinder im Grundschulalter wurden vor ihren Eltern in Städte wie Perth evakuiert.
Stretton beschränkte zudem den Zugang zu Darwin durch ein Genehmigungssystem, bei dem nur denjenigen Passierscheine ausgestellt wurden, die an Hilfs- und Wiederaufbaumaßnahmen beteiligt waren. Hiermit wurde eine verfrühte Rückkehr der Ausgesiedelten ausgeschlossen. Am 31. Dezember verweilten nur noch 10.638 Menschen in Darwin.
Die Berichte über das Ausmaß der Schäden veranlassten Gemeinden des ganzen Landes zu Spendensammlung und Hilfsmaßnahmen. Größere Aufnahmezentren wurden in Katherine, Tennant Creek und Alice Springs eingerichtet. Kleine Orte entlang des Stuart Highway halfen Flüchtlingen, die Darwin über die Straßen verlassen hatten, indem diese mit Kost, Logis, technischer Hilfe und Benzin ausgestattet wurden. Am Adelaide River versorgte die kleine lokale Bevölkerung jeden dort haltenden Flüchtling mit einer warmen Mahlzeit. Binnen 24 Stunden, nachdem Tracy Darwin verwüstet hatte, sammelte die Bevölkerung von Alice Springs $ 105.000 als Beihilfe für die Opfer. In Melbourne sammelten am 26. Dezember beide Teams eines Cricket-Matches Spendengelder am Spielfeldrand. Familien aus Darwin wurde zudem Priorität bei der Vergabe von Sozialwohnungen eingeräumt. Am 31. Dezember 1974 übergab Stretton die Stadt wieder der zivilen Kontrolle.

## Nachspiel

### Wiederaufbau und Auswirkungen
Im Februar 1976 kündigte der Premierminister Gough Whitlam die Gründung einer Wiederaufbaukommission an, das die Stadt „binnen fünf Jahren“ neu aufbauen sollte. Der Schaden an der Stadt war so gravierend, dass Vorschläge zur kompletten Umsetzung der Stadt gemacht wurden. Die Regierung bestand jedoch darauf, die Stadt an gleicher Stelle wieder aufzubauen. Im Mai 1975 betrug Darwins Bevölkerung wieder 30.000 Menschen. Notunterkünfte, Wohnwagen, Hotels und sogar Linienschiffe wurden zur Unterbringung verwendet, da der Aufbau neuer Wohnungen bis zum September des Jahres noch nicht begonnen hatte.
Im April des folgenden Jahres hatte die Kommission – nach Kritik am langsamen Fortgang der Arbeiten – etwa 3.000 neue Wohnungen im zerstörten nördlichen Stadtrand errichtet. Um einen schnellen Aufbau mit zukünftig sicherer Bauweise zu erreichen, wurden die Bauvorschriften reformiert. 1978 entsprach die Wohnsituation der Stadt wieder etwa dem Stand vor Tracy. Etwa 60 Prozent der Bevölkerung von 1974 lebten jedoch im Jahre 1980 nicht mehr in Darwin. In den folgenden Jahren wurde Darwin fast vollständig wiederaufgebaut und zeigt heute wenig Ähnlichkeiten zum Darwin des Dezembers 1974.
Bis 1974 wurde das Northern Territory von einer kleinen Regierung verwaltet, in der ein Bundesminister für das Gebiet zuständig war. Der Zyklon und die Reaktion darauf zeigte jedoch Probleme auf, die Malcolm Fraser, Whitlams Nachfolger als Premierminister, dazu veranlassten, diese Selbstverwaltung 1978 aufzugeben.

### Der Zyklon in der Popkultur
Aufgrund seiner schweren Auswirkungen ist Tracy in der australischen Popkultur in einer Weise präsent, die sich bei keinem anderen meteorologischen Ereignis zeigt. Eins der bekanntesten Werke ist das 1974 komponierte Lied „Santa never made it into Darwin“ von Bill Cate. Das Lied, das ursprünglich die Spendensammlungen unterstützen sollte, wurde so bekannt, dass 1983 die Hoodoo Gurus das Lied „Tojo never made it to Darwin“ komponierten, das auf die Bombardierung Darwins im Zweiten Weltkrieg durch die Japaner anspielte.
1986 schufen Nine Network und PBL die Miniserie Cyclone Tracy, die auf den realen Vorgängen basierte. Die Serie wurde von Michael Fisher, Ted Roberts und Leon Saunders geschrieben, mit Chris Haywood und Tracy Mann als Hauptfiguren Steve and Connie.